# Jenkins County
Jenkins County är ett administrativt område i delstaten Georgia, USA, med 8 340 invånare. Den administrativa huvudorten (county seat) är Millen.  
Jenkins county grundades 1905 på det territorium som då tillhörde Bulloch county, Burke county, Emanuel county och Screven county. Namnet kom från Charles J. Jenkins som hade varit Georgias guvernör 1865–1868.

## Geografi
Enligt United States Census Bureau har countyt en total area på 913 km². 906 km² av den arean är land och 7 km² är vatten.

### Angränsande countyn
- Burke County - nord
- Screven County - öst
- Bulloch County - syd
- Emanuel County - väst